# Beuvron (dopływ Loary)
Beuvron – rzeka we Francji, przepływająca przez tereny departamentów Loiret, Cher i Loir-et-Cher, o długości 114,9 km. Stanowi dopływ rzeki Loary.